# 失落之城 (電影)
《失落之城》（英語：The Lost City of Z）是一部2016年美國傳記冒險劇情片，由詹姆士·葛雷執導和編劇，改編自大衛·格雷恩的2009年書籍《失落之城Z：亞馬遜的世紀探險之謎》。由查理·漢納飾演主角珀西·佛斯特，而羅伯·派汀森和席安娜·米勒則分別飾演探險家同夥亨利·考斯丁與珀西的妻子妮娜。
該片於2016年10月15日在紐約影展上首映，並於2017年4月14日在美國上映。

## 劇情
故事改編自真實事件。敘述英國探險家珀西·佛斯特於1925年帶著兒子深入亞馬遜雨林企圖尋找古文明之城，但他卻和同伴們就此消失....

## 演員
- 查理·漢納 飾 珀西·佛斯特（Lt. Colonel Percy Fawcett）
- 羅伯·派汀森 飾 亨利·科斯丁下士（Corporal Henry Costin）
- 席安娜·米勒 飾 妮娜·佛斯特（Nina Fawcett）
- 湯姆·荷蘭 飾 傑克·佛斯特（Jack Fawcett）[9]
  - 巴比·史莫爾弗里奇 飾 7歲的傑克·佛斯特
  - 湯姆·穆赫隆 飾 年幼的傑克·佛斯特
- 安格斯·麥克菲恩 飾 詹姆士·莫瑞（英语：James Murray (biologist)）（James Murray）[10]
- 愛德華·阿什利 飾 亞瑟·曼利下士（Corporal Arthur Manley）[11]
- 約翰·薩克維爾（英语：John Sackville (actor)） 飾 賽門·博克萊爾（Simon Beauclerk）
- 亞當·貝拉米 飾 賽希爾·葛斯林（Cecil Gosling）

## 制作
影片于2015年8月19日在北爱尔兰贝尔法斯特开机，在当地拍摄五个星期直至2015年9月末。之后，剧组于2015年9月和10月移师哥伦比亚圣玛尔塔继续拍摄。2015年8月28日，剧组在北爱尔兰斯特兰福特湾格雷阿比谷拍摄。2015年8月31日，汉纳姆和米勒在安特里姆郡巴林托艾拍戏。2015年9月2日，剧组移师贝尔法斯特东部的克雷加文 。
汉纳姆、帕丁森、米勒和麦克菲恩于2015年9月3日在贝尔法斯特卫理公会大学拍戏。2015年9月7日，剧组在贝尔法斯特市政厅和皇家贝尔法斯特学院拍戏。班戈城堡休闲中心于2015年9月13日被用来拍戏。

## 發行
電影於2016年10月15日在第54屆紐約影展首映。在此之前，通道影業獲得了電影的國際發行權。亞馬遜影業收購了電影的美國發行權，而Bleecker Street則與亞馬遜影業共同合作負責發行。該片定於2017年4月14日在北美上映。
中国大陆上映版本时长仅104分钟，相较于原版的141分钟少了37分钟，引发公众热议。

## 迴響

### 評價
《失落之城》獲得了正面好評。爛番茄基於142條評論，新鮮度高達87%，平均得分7.3／10。Metacritic獲得78的高分，代表「普遍好評」。
《好萊塢報導》的陶德·麥卡錫描述電影為「一部難得的當代古典電影」。TheWrap的丹·卡拉漢評論：「《失落之城》對葛雷來說是一個明顯的藝術進步，他證明了自己在這是我們最優秀和最獨特的現代電影製作人之一」。《綜藝》的歐文·格萊伯曼認為這部電影一部精心製作、優雅和真實的電影，且更加吸引人。

### 票房
《失落之城》於2017年3月15日首次在法國上映，首週末獲得了77萬美元的票房。其次是3月24日的英國和愛爾蘭，電影於首週末從二百八十二間戲院中27萬0139英鎊，並排於當週票房排名第七。

## 外部連結
- 官方网站
- 互联网电影数据库（IMDb）上《失落之城》的资料（英文）
- AllMovie上《失落之城》的资料（英文）
- Box Office Mojo上《失落之城》的資料（英文）
- Metacritic上《失落之城》的資料（英文）
- 爛番茄上《失落之城》的資料（英文）